# کرسنتی
کرسنتی (به عربی: کرسنتی) یک روستا در سوریه است که در ناحیه سنجار واقع شده‌است. کرسنتی ۲۱۹ نفر جمعیت دارد.